# Robot hoang dã
Robot hoang dã (tên tiếng Anh: The Wild Robot) là một bộ phim điện ảnh hoạt hình Mỹ thuộc thể loại sinh tồn – khoa học viễn tưởng – chính kịch ra mắt vào năm 2024, dựa trên loạt sách cùng tên của tác giả Peter Brown. Do DreamWorks Animation sản xuất và Universal Pictures phân phối, tác phẩm do Chris Sanders làm đạo diễn kiêm viết kịch bản, với sự tham gia lồng tiếng của Lupita Nyong'o trong vai nhân vật chính Roz, cùng các diễn viên lồng tiếng khác gồm Pedro Pascal, Kit Connor, Bill Nighy, Stephanie Hsu, Mark Hamill và Catherine O'Hara.
Sanders lần đầu biết đến cuốn sách gốc Robot hoang dã thông qua con gái mình và nhiều năm sau ông được trao cơ hội đạo diễn một bộ phim chuyển thể tại DreamWorks. Bộ phim sử dụng thủ pháp vẽ tay, lấy cảm hứng từ những bộ phim hoạt hình cổ điển của Disney và các tác phẩm của Hayao Miyazaki. Đây cũng là bộ phim cuối cùng được thực hiện hoàn toàn tại hãng DreamWorks, vì hãng bắt đầu thay đổi việc sản xuất thông qua hợp tác và phụ thuộc với các hãng phim khác sau năm 2024. Kris Bowers tham gia soạn nhạc cho bộ phim, đánh dấu đây là bộ phim hoạt hình đầu tiên mà anh tham gia soạn nhạc.
Robot hoang dã được công chiếu lần đầu tại Liên hoan phim quốc tế Toronto vào ngày 8 tháng 9 năm 2024, sau đó được phát hành tại các rạp phim ở Mỹ vào ngày 27 tháng 9 năm 2024 và tại Việt Nam vào ngày 11 tháng 10 cùng năm. Sau khi ra mắt, tác phẩm nhận về những lời khen ngợi từ giới chuyên môn.

## Diễn viên
- Lupita Nyong'o trong vai ROZZUM đơn vị 7134 ("Roz").[1]
- Pedro Pascal trong vai Fink.[1]
- Kit Connor trong vai Brightbill.[1]
- Catherine O'Hara trong vai Pinktail.[1]
- Bill Nighy trong vai Longneck.[1]
- Mark Hamill trong vai Thorn.[1]
- Stephanie Hsu trong vai Vontra.[1]
- Matt Berry trong vai Paddler.
- Ving Rhames trong vai Thunderbolt.[1]